# Autokefál antikhalkedóni egyházak
Napjainkban az antikhalkedóni egyházak  összesen 6 önálló (autokefál) ortodox részegyházra oszlanak. Az antikhalkedóni egyházak - hasonlóan az Ortodox egyházhoz - ortodoxnak nevezik magukat, ez a cikk azonban csak az anti-khalkedóni irányzatú magát ortodoxnak nevező egyházi irányzathoz tartozó egyházakat sorolja fel.
| név, honlap | egyéb közhasználatú név                          | tagok becsült száma | székhely            | rítus        | istentiszteleti nyelv                                        | vezető és rangja | alapítás, eredet | egyházi naptár | Hozzá tartozó autonóm egyházak                                                              |
| --- | ------------------------------------------------ | ------------------- | ------------------- | ------------ | ------------------------------------------------------------ | --- | --- | --- | ------------------------------------------------------------------------------------------- |
| kopt ortodox egyház https://web.archive.org/web/20180309161632/http://copticpope.org/ http://www.copticchurch.net                    | Alexandriai és Afrikai Kopt Ortodox Pátriárkátus | 15 millió           | Alexandria és Kairó | alexandriai  | kopt arab angol francia szuahéli görög + egyéb helyi nyelvek | II. Tavadrosz alexandriai pápa (2012 óta) | apostoli alapítás - 43 | kopt naptár | Brit Ortodox Egyház Francia Ortodox Egyház                                                  |
| Szír Ortodox Egyház http://www.syrian-orthodox.com Archiválva 2011. szeptember 3-i dátummal a Wayback Machine-ben http://sor.cua.edu | Antiochiai és Keleti Szír Ortodox Pátriárkátus   | 6 millió            | Damaszkusz          | nyugati-szír | szír arab malajalam + egyéb helyi nyelvek                    | II. Ignác Efrém antióchiai pátriárka (2014 óta) | apostoli alapítás - 37 | gregoriánus juliánus (kizárólag a Szentföldön, valamint azon kívül a mozgó dátumú ünnepekre, a Szír Malankara Ortodox Egyház mozgó ünnepekre is a gregoriánus naptárat használja | Szír Malankara Ortodox Egyház                                                               |
| örmény apostoli ortodox egyház http://www.armenianchurch.org                                                                         | Örmény Apostoli Egyház                           | 9 millió            | Ecsmiadzin          | örmény       | örmény                                                       | II. Karekin katolikosz (1999 óta) | apostoli alapítás - 44 függetlenség a Szír Egyháztól - 486                                                                                               | gregoriánus juliánus (Jeruzsálemi Örmény Patriarchátus) | Ciliciai katolikatosz Jeruzsálemi Örmény Patriarchátus Konstantinápolyi Örmény Pátriárkátus |
| Etióp Ortodox Egyház http://www.eotc-patriarch.org http://www.ethiopianorthodox.org                                                  | Etióp Ortodox Tevahedo Egyház                    | 45 millió           | Addisz-Abeba        | alexandriai  | geez                                                         | Paulosz abuna és pátriárka (1992 óta) | alapítás - 330 függetlenség a kopt egyháztól - 1959 | etióp naptár | -                                                                                           |
| Eritreai Ortodox Egyház http://www.tewahdo.org                                                                                       | Eritreai Ortodox Tevahedo Egyház                 | 2 millió            | Aszmara             | alexandriai  | geez                                                         | Antoniosz abuna és pátriárka (2004 óta - a többi antikhalkedóni egyház által elismert egyházfő) Dioszkoros abuna pátriárka (2007 óta - a többi antikhalkedóni egyház által illegitímnek tartott egyházfő) | alapítás - 333 függetlenség a Etióp Egyháztól - 1993 | etióp naptár | -                                                                                           |
| Indiai Ortodox Egyház* https://web.archive.org/web/20110721162720/http://www.malankaraorthodoxchurch.in/                             | Malankara Szíriai Ortodox Egyház                 | 1,2 millió          | Kottayam            | nyugati-szír | malajalam szír + egyéb helyi nyelvek                         | I. Tamás Didimosz katolikosz-érsek (2005 óta) | apostoli alapítás - 52 függetlenség a Szír Egyháztól kinyilvánítva: 1912, elismerve: általánosan nincs elismerve (a Szír Egyház nem ismeri el státuszát) | gregoriánus | -                                                                                           |

## Lásd még
- Ortodox kereszténység
- Antikhalkedóni egyházak
- Keleti keresztény egyházak